# Ben Nelson

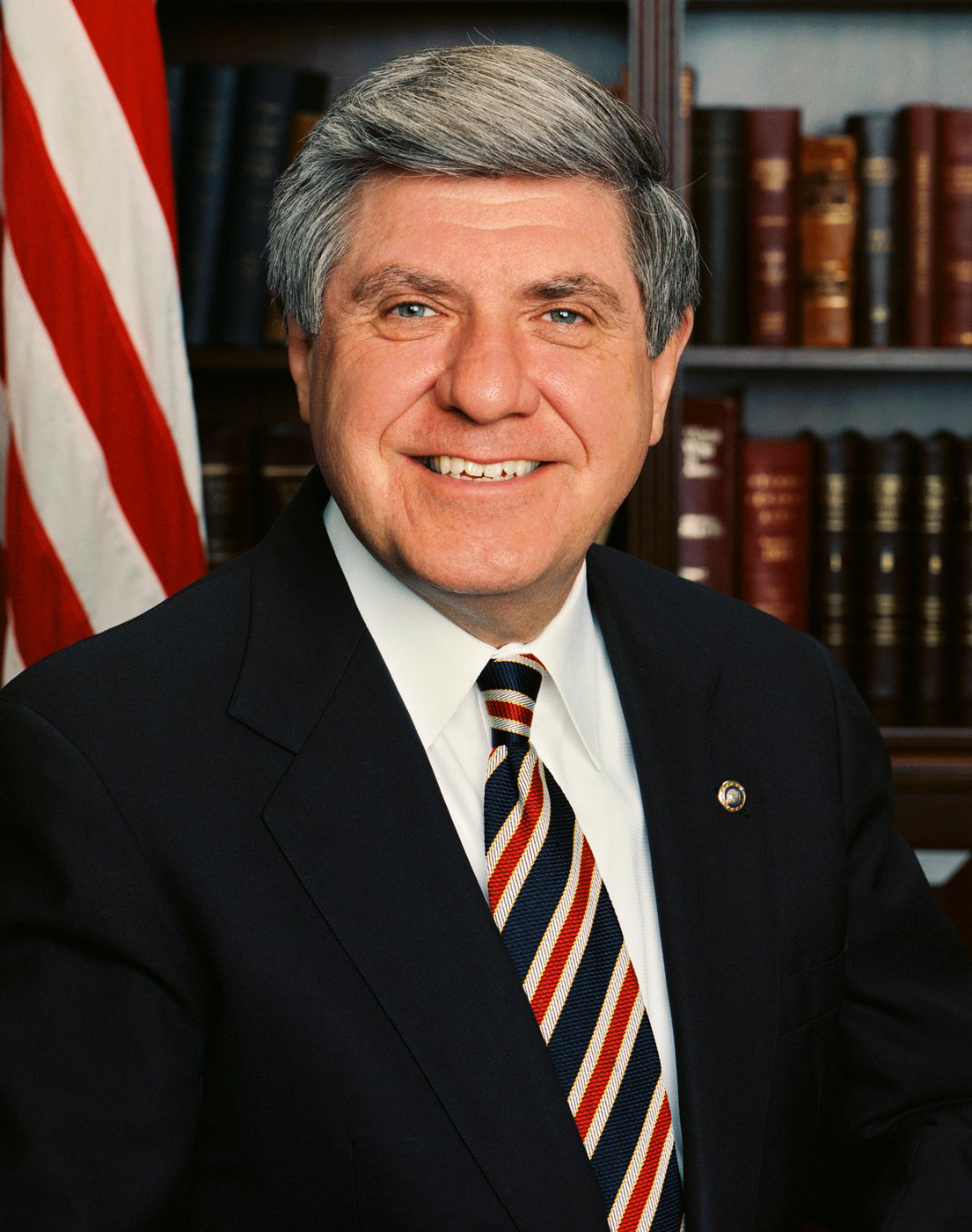
Ben Nelson

Earl Benjamin „Ben“ Nelson (* 17. Mai 1941 in McCook, Red Willow County, Nebraska) ist ein US-amerikanischer Politiker (Demokratische Partei). Er war zwischen 1991 und 1999 der 38. Gouverneur von Nebraska. Von 2001 bis 2013 vertrat er diesen Bundesstaat im US-Senat.

## Frühe Jahre
Nach der Grundschule studierte Nelson an der University of Nebraska Philosophie und Jura. Im Jahr 1970 machte er sein juristisches Examen. Nach der Zulassung als Rechtsanwalt praktizierte er in seinem Beruf. Gleichzeitig machte er auch im Versicherungswesen und in der Politik Karriere. Zwischen 1975 und 1976 wurde er Leiter der staatlichen Versicherungsanstalt in Nebraska (Nebraska Department of Insurance). In den Jahren 1976 und 1980 war er in Nebraska Wahlkampfleiter der demokratischen Präsidentschaftskandidaten. Zwischen 1980 und 1981 war er in leitender Funktion bei der Central National Insurance Group angestellt. Anschließend war er bis 1985 Vizepräsident der National Association of Insurance Commissioners. Im Jahr 1985 wurde er Teilhaber bei einer der bekanntesten Anwaltsfirmen in Nebraska.

## Gouverneur von Nebraska
Im Jahr 1990 wurde Nelson zum Gouverneur von Nebraska gewählt. Er trat sein neues Amt am 9. Januar 1991 an und konnte es nach einer erfolgreichen Wiederwahl im Jahr 1994 bis zum 7. Januar 1999 ausüben. Eines seiner Ziele war die Überbrückung des Gegensatzes zwischen dem ländlichen Raum und den Städten in Nebraska. Er reformierte den Verwaltungsapparat und machte ihn leistungsfähiger. Anstelle eines erwarteten Anstiegs der Haushaltskosten von etwa 13 % schaffte er es, die Ausgaben um 6,1 % zu senken. Er reformierte auch die Strafgesetze, um die Kriminalitätsrate zu senken. In seiner Amtszeit fanden die ersten drei Hinrichtungen in Nebraska seit der Wiedereinführung der Todesstrafe im Jahr 1973 statt. Darüber hinaus setzte er sich für eine Verbesserung des Gesundheitswesens ein.

## US-Senator
Nach dem Ende seiner Amtszeit bewarb sich Nelson bei der Wahl zum US-Senat 1996 und unterlag gegen den Republikaner Chuck Hagel, konnte sich aber bei der Senatswahl im Jahr 2000 um die Nachfolge von US-Senator Bob Kerrey gegen Don Stenberg durchsetzen, den republikanischen Attorney General von Nebraska. Nelson gewann knapp mit 50,9 Prozent der Stimmen und zog am 3. Januar 2001 in den Senat der Vereinigten Staaten ein. Bei der nächsten Wahl 2006 gelang ihm gegen Pete Ricketts die Wiederwahl; diesmal erzielte er mit 63,9 Prozent der Stimmen eine deutliche Mehrheit. Er war Mitglied des Landwirtschafts-, des Bewilligungs-, des Streitkräfte- und des Geschäftsordnungsausschusses. Nelson galt als das konservativste Mitglied der demokratischen Fraktion und stimmte häufig mit den Republikanern. Als einziger Demokrat votierte er im Jahr 2010 gegen die Nominierung von Elena Kagan als Richterin für den Obersten Gerichtshof.
Bei der Senatswahl 2012 trat Nelson nicht wieder an. Der frühere US-Senator Bob Kerrey bewarb sich für die Demokraten um die Nachfolge und trat dabei gegen Deb Fischer an, die überraschend die republikanische Vorwahl gewonnen hatte. Fischer konnte sich auch bei der Hauptwahl im November 2012 durchsetzen.

## Privates
Ben Nelson ist verheiratet und Vater von vier Kindern.